# Karel Hájek
Karel Hájek (22. ledna 1900 Lásenice – 31. března 1978 Praha) byl československý novinářský fotograf, považovaný za zakladatele moderní české fotoreportáže.

## Život a dílo
Narodil se 22. ledna 1900 v Lásenici. Jeho matka Kateřina (rozená Beránková), která spolu s ním vychovala pět dětí, byla výtečnou kuchařkou, navštěvovaná i Emou Destinnovou. Jeho otec Ondřej (Andreas) vedl s manželkou hostinec a poštovnu, byl předsedou honebního výboru a lásku k přírodě a myslivosti podědil Karel nepochybně i po něm.
Po absolvování obecné školy se v roce 1914 vyučil kovářem v Nové Bystřici. V letech 1914–1918 sloužil v rakouskouherské armádě v Českých Budějovicích, ve Vídni a na frontě v jižních Tyrolích.
Z války domů se vrátil 25. října 1918, a již tři dny nato odejel do Prahy, kde zůstal natrvalo, s četnými návraty domů k rodičům.
V letech 1918-1926 pracoval nejprve jako kovodělník v továrně Ringhoffer. Později pracoval jako řidič pražské tramvaje. V roce 1920 začal amatérsky fotografovat.
Karel Hájek byl dvakrát ženat. Poprvé se oženil v roce 1925 s Vlastou Havlíčkovou, téhož roku se manželům narodil syn, JUDr. Miloš Hájek, který zemřel 19. července 1984 v Rumburku. Manželé se rozvedli v roce 1930. Druhý sňatek uzavřel v prosinci 1940 se členkou opery Národního divadla v Praze Jaroslavou (Slávkou) Procházkovou (1912 - 1978).
Jeho dalšími nejbližšími příbuznými byli neteře Marie Kratochvílová a Vlasta Šafářová a synovec Ing. Jiří Hájek.

## Fotožurnalista
V roce 1926 pořídil reportáž o Emě Destinnové, kterou otiskl časopis Pestrý týden. V roce 1929 byla jeho fotografie oceněna ve fotosoutěži téhož časopisu a byla otištěna na titulní stránce českého i německého vydání. Od šéfredaktora Bohumila Markalouse získal novinářský průkaz. Až do roku 1932 se snažil spojovat zaměstnání tramvajáka a fotoreportéra, což ale vedlo k řadě problémů. Traduje se příhoda, kdy nechal stát tramvaj uprostřed křižovatky na Václavském náměstí, aby mohl pořídit reportáž o dopravní nehodě.
Od roku 1927 byl členem Českého klubu fotografů amatérů v Nekázance.
V roce 1932 získal výhradní smlouvu s nakladatelstvím Melantrich. Nadále ale publikoval i v řadě československých i světových časopisů, a to buď anonymně nebo pod různými pseudonymy (Lesík, Kubík a další).
Fotografoval prezidenty Masaryka, Háchu, Gottwalda a Beneše, kterému dělal osobního fotografa.. S oblibou fotografoval zvířata ve volné přírodě.
Prosazoval směr moderní žurnalistiky spolu s Pavlem Altschulem, Františkem Illkem, Alexandrem Paulem, Václavem Jírů nebo Janem Lukasem. Laboranta a asistenta mu při práci na reportážích dělal Zdeněk Tmej.
V letech 1937-1939 fotografoval pro americký časopis Life. Tento časopis otiskl jeho reportáže z událostí jako byly například: X. Všesokolský slet v roce 1938, dostihy v Pardubicích, pohřeb T. G. Masaryka, příjezd nacistické okupační armády do Prahy (fotografie Škaredý den).
V období druhé světové války spolu s dalšími autory, jako byli Jindřich Marco, Oldřich Straka, Karel Ludwig, Václav Jírů nebo Václav Chochola, pokračoval v reportérské práci a zároveň dokumentoval každodenní život v protektorátu. V roce 1939 se vrátil zpět do redakce časopisu Pestrý týden.
V roce 1945 byl časopis Pestrý týden přejmenován na Svět v obrazech a byl obsahově řízen Ústředním výborem Komunistické strany Československa. Zde Karel Hájek pracoval až do roku 1969, kdy odešel do důchodu.
V roce 1950 (podle Blanky Chocholové; Alena Lábová uvádí rok 1953) mu Státní bezpečnost zabavila archiv negativů, více než 80 000 snímků. Po delší době (v roce 1965) mu byla část archivu (přibližně 16 000 negativů a pozitivů) vrácena. Zbytek archivu je považován za ztracený. S komunistickou tajnou policií jistou dobu spolupracoval pod krycím jménem Reportér. Patrně díky tomu mohl cestovat do zahraničí a fotografovat tam.
V roce 1973 prodal svůj archiv (asi 65 000 negativů a pozitivů, dokumentace, korespondence, rukopisy, knihy a časopisy) Archivu Národního muzea za 130 000 Kčs.

## Významné fotografie a reportáže

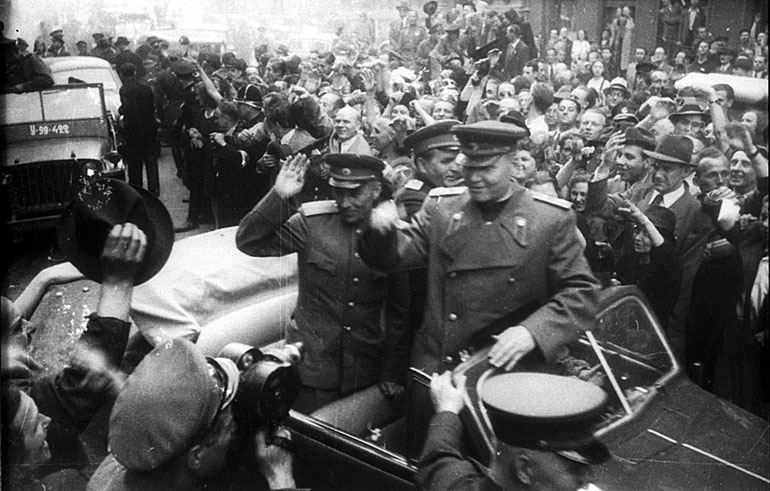
Karel Hájek: maršál Koněv se sovětskými vojsky při osvobození Prahy 1945

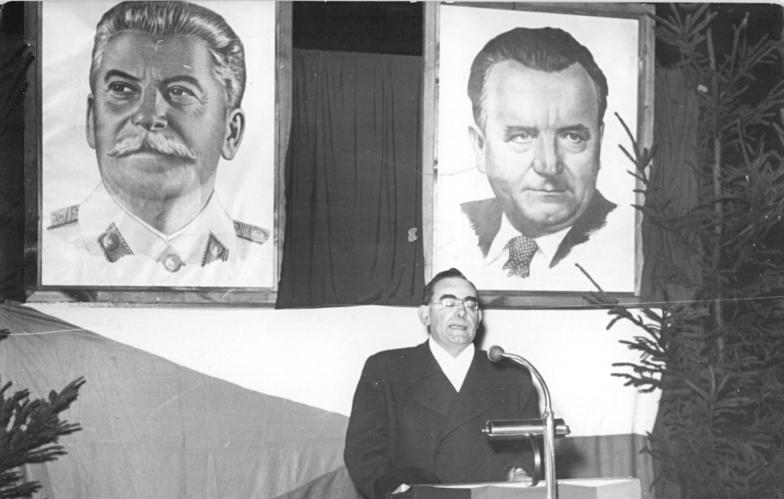
Fotografie Klementa Gottwalda vpravo nahoře je dílem Karla Hájka

### Samostatné fotografie (výběr)
- 1934 Zachráněný z dolu Nelson
- 1939 Škaredý den, (15. březen 1939)
- 1958 Černá madona [16]
- portréty prezidentů: Tomáš Garrigue Masaryk, Edvard Beneš, Emil Hácha, Klement Gottwald, Antonín Zápotocký a dalších politiků: Jan Masaryk a další.

### Reportáže (výběr)
- 1938 X. Všesokolský slet
- 1945 Květnové povstání
- 1946 Norimberský proces[17]
- 1946 Poprava Kurta Daluegeho
- 1946 Poprava Karla Hermanna Franka
- 1948 Únor 1948

## Ocenění díla
- 1955 Vyznamenání za vynikající práci
- 1959 Zlatá (Farringtonova) medalie, Chicago Photographic Salon, za fotografii Černá Madona
- 1966 udělen titul Zasloužilý umělec

## Posmrtná připomínka
Jeho rodný dům č. p. 10 je nyní ve vlastnictví obce Lásenice, je zrekonstruován pro byty a je zde umístěna pamětní deska.

## Výstavy
- Neúprosné světlo. Sociální fotografie v meziválečném Československu. 14. 9. – 28. 10. 2012. Autoři: Karol Aufricht / Irena Blühová / Karel Hájek / Ján Halász / Tibor Honty / Josef Kubín / Ilja Jozef Marko / Sergej Protopopov / Oldřich Straka / Viliam Tóth / Josef Zeman, Galerie Leica, Praha.

## Publikace (výběr)
- V roce 1940 mu německý časopis Photofreund věnoval monografické číslo[18]
- HÁJEK, Karel. Jihočech Emil Hácha. (České) Budějovice: Č.A.T., 1942.
- HÁJEK, Karel. Poslední cesta TGM. Praha: Orbis, 1947.
- HÁJEK, Karel. Krásy myslivosti. Praha: Orbis, 1953.
- HÁJEK, Karel. Gagarin v Praze. Praha: Orbis, 1961.
- HÁJEK, Karel; CHOCHOLOVÁ, Blanka. Karel Hájek. Praha: Asociace fotografů, 1999. ISBN 80-902629-4-5.

### Publikace, na kterých se podílel
Publikace, na nichž se Karel Hájek podílel:
- Soubor 12 pohlednic TGM
- Norimberk : zločin a soud (1946)[17]
- Hořká léta 1939–47
- T. G. Masaryk
- Fotografie 1928–58 (1959)
- Československý rozhlas v boji
- Gottwald ve fotografii
- Karel Hájek (1963)
- Akt v české fotografii (1967)
- Válka nezapomenuta (1970)
- Hájek 1926–1973
- Katalog Karel Hájek 1900–1960
- Gagarin v Praze (1961)
- Mírov
- Leningradská symfonie (1961)
- Ročenka kruhu solistů městských divadel (1934)
- Jihočech Emil Hácha (1942)
- Od Špalíčku ke Snu noci svatojanské (1961)
- Krásy myslivosti (1953) I.
- Krásy myslivosti (1965) II.
- Krásy myslivosti (1969) III.
- Hunting with camera and gun
- Avia Praha, národní podnik Letňany 1919-1969 (1969)
- Poslední cesta TGM (1947)

## Citáty
| „             | Šlo o špičkového reportéra-profesionála se vším, co k tomu patří. Byl schopen vyfotografovat politický mítink, vojenskou přehlídku, divadelní premiéru, reportáž o kanálnících stejně jako odpolední čaj na Hradě, státního prezidenta s doutníkem stejně jako kurzy plavání. Fotografoval skvěle za nacistů stejně jako za Pražského povstání či v období komunismu. | “ |
| — Petr Vilgus | |   |

| „             | Práce fotoreportéra je především práce kronikáře. Musí zaznamenat skutečnost. Je to činnost mnohotvárná a nedá se přesně definovat ani naplánovat. Cokoli se stane, to noviny zaznamenají. Noviny si nemohou naplánovat vichřici nebo povodeň, požár Národního divadla, kdy ztratí důvěru vláda... Žádná zpráva, žádné psané slovo nemůže zachytit okamžik pravdivěji než fotografie... | “ |
| — Karel Hájek | |   |

| „             | ...a ten jelen řek´: pane Hájek klidně si tam dejte vteřinu, já zadržím dech! | “ |
| — Karel Hájek |                                                                               |   |